# Laura Samson
Laura Samson (do roku 2024 přechýleně Laura Samsonová, * 10. března 2008 Praha) je česká tenistka. Na okruhu ITF získala tři tituly ve dvouhře. Na juniorském grandslamu vyhrála wimbledonskou čtyřhru 2023 s Alenou Kovačkovou a ve finále French Open 2024 podlehla Tereze Valentové. V červenci 2024 se stala juniorskou světovou jedničkou. 
Na žebříčku WTA byla ve dvouhře nejvýše klasifikována v srpnu 2024 na 370. místě a ve čtyřhře v červenci  téhož roku na 1 210. místě. Domovským oddílem je Sparta Praha.
V české tenisové anketě Zlatý kanár byla v roce 2023 vyhlášena dívčím talentem roku.

## Soukromý život
Narodila se roku 2008 v českém hlavním městě Praze do rodiny Davida Samsona. O tři roky starší bratr Oliver Samson je hokejový obránce a český reprezentant do 20 let, odchovanec Slavie Praha, který po čtyřleté zkušenosti ve švédských klubech přestoupil v roce 2023 do juniorského kádru Sparty Praha. Zkušenosti sbírala v několika tenisových akademiích včetně Nadalovy akademie na Mallorce. V oblasti dietetiky se jejím konzultantem stal odborník na sportovní výživu, profesor Libor Vítek.
V roce 2024 si úředně změnila příjmení Samsonová na mužský tvar Samson. Důvodem se stala shoda anglického přepisu „L. Samsonova“ s ruskou tenistkou Ljudmilou Samsonovovou. Na okruzích to způsobovalo možnou záměnu obou hráček v herních zápisech, tréninkových plánech i doručování vypletených raket. Do juniorského grandslamu zasáhla poprvé s nepřechýleným tvarem příjmení na červnovém French Open 2024.

## Tenisová kariéra

### Juniorská kariéra: Grandslamová šampionka ve čtyřhře a světová jednička
Jako členka TK Sparta Praha vyhrála první turnaj na juniorském okruhu ITF ve 13 letech, když v říjnu 2021 bez ztráty setu ovládla prostějovskou událost z kategorie J5. O měsíc později získala druhou trofej z téže kategorie ve valencijské Sille. Stále během listopadu 2023 postoupila, i na třetí kariérní události ITF, do finále. V souboji o titul ji ve španělském Montemaru přivodila první porážku na okruhu Francouzka Rajaonah Rakotomangová. V roce 2021 se stala juniorskou mistryní Evropy v kategorii 14letých.
V roce 2022 se stala s Alenou Kovačkovou a Eliškou Forejtkovou členkou vítězného týmu, který pro Česko vybojoval šestý titul mistryň světa dívčích družstev do 14 let. V prostějovském finále zdolaly žákyně Německa. V juniorském Billie Jean King Cupu 2023 pak opět s Kovačkovou a Forejtkovou prohrály córdobské finále proti Spojeným státům americkým. Ve druhé dvouhře nestačila na Ivu Jovicovou, čímž Američanky získaly druhý rozhodující bod po úvodní prohře Kovačkové.
S klubovou spoluhráčkou Kovačkovou získala grandslamový titul v juniorské čtyřhře Wimbledonu 2023. Patnáctileté Češky ve finále porazily Britky Hannah Klugmanovou a Isabellu Lacyovou po dvousetovém průběhu. Semifinálovou účast na juniorce US Open 2023 vylepšila postupem do finále na French Open 2024. V něm podlehla další člence sparťanského klubu, o rok starší Tereze Valentové. Obě se utkaly již v souboji o titul českého mistrovství republiky starších žákyň. Po skončení Roland Garros 2024 se v červnovém vydání kombinovaného žebříčku ITF Samson vrátila na 2. místo za Renátu Jamrichovou. Slovenku na čele světové klasifikace vystřídala 8. července 2024 s rozehráním wimbledonské juniorky 2024. Prohra ve třetím kole londýnského majoru se Srbkou Teodorou Kostovićovou znamenala, že po týdnu klesla z 1. na 3. příčku, za  wimbledonské finalistky Jamrichovou a Jonesovou.

### 2023–2024: Vstup do profesionálního tenisu a semifinalistka při debutu na WTA Tour
Na okruhu ITF debutovala v srpnu 2023, když na přerovský Zubr Cup dotovaný 60 tisíci dolary obdržela divokou kartu. V úvodním kole utržila dva „kanáry“ od srbské kvalifikantky a pozdější vítězky Mii Ristićové. Třetí účast na tomto okruhu již proměnila v premiérový titul, když během února 2024 ovládla turnaj v Monastiru s rozpočtem 15 tisíc dolarů. Ve finále přehrála Němku Selinu Dalovou. Další dvě trofeje přidala během května téhož roku na antukových patnáctitisícovkách v Kranjské Goře a Bolu. Ve dvou navazujících týdnech si připsala deset výher v řadě. Bodový zisk ji v 16 letech posunul do sedmé světové stovky žebříčku WTA.
V rámci okruhu WTA Tour se poprvé představila na červencovém Livesport Prague Open 2024, do něhož jako 634. hráčka klasifikace získala divokou kartu. Do antukového turnaje na dvorcích Sparty Praha vstoupila výhrou nad 21letou chorvatskou kvalifikantkou Tarou Würthovou. Stala se tak první tenistkou narozenou v roce 2008 či později, která zvítězila v zápase hlavní soutěže WTA. Včetně okruhu ITF se jednalo o její jedenáctý turnaj v ženském profesionálním tenise. V předchozí kariéře vyhrála jen zápasy v nejnižší ženské kategorii W15 okruhu ITF. Přes ztrátu úvodní sady zdolala i druhou nasazenou Kateřinu Siniakovou ze čtvrté světové desítky, která se potýkala s horečkou a vyčerpáním. Jednalo se o její první zápas s hráčkou z Top 400 a debutovou výhru nad členkou první světové dvoustovky. Ani ve čtvrtfinále ji v třísetovém dramatu nezastavila kvalifikantka Oxana Selechmetěvová, proti níž využila až sedmý mečbol. V 16 letech se stala nejmladší semifinalistkou na túře WTA od 15leté šampionky Gauffové na Linz Open 2019. Rovněž představovala nejmladší hráčku od 16leté Vekićové na Tashkent Open 2012, která při debutu na okruhu WTA postoupila alespoň do semifinále. V rozhodující sadě semifinále však skrečovala šesté nasazené Polce Magdaleně Fręchové kvůli svalovým potížím levého stehna, které ji limitovaly už v předchozím duelu. Bodový zisk ji poprvé posunul do čtvrté světové stovky.

## Finále na okruhu WTA Tour
| Legenda                  |
| ------------------------ |
| D – dvouhra; Č – čtyřhra |
| Grand Slam (0)           |
| Turnaj mistryň (0)       |
| WTA 1000 (0)             |
| WTA 500 (0)              |
| WTA 250 (0–1 Č)          |

### Čtyřhra: 1 (0–1)
| Stav       | č. | datum             | turnaj       | kategorie | povrch | spoluhráčka      | soupeřky ve finále                  | výsledek         |
| ---------- | -- | ----------------- | ------------ | --------- | ------ | ---------------- | ----------------------------------- | ---------------- |
| Finalistka | 1. | 26. července 2025 | Praha, Česko | WTA 250   | tvrdý  | Lucie Havlíčková | Nadija Kičenoková Makoto Ninomijová | 6–1, 4–6, [7–10] |

## Tituly na okruhu ITF
| Legenda         | Legenda     |
| --------------- | ----------- |
| Turnaje W100    | Turnaje W80 |
| Turnaje W75/W60 | Turnaje W50 |
| Turnaje W35/W25 | Turnaje W15 |

### Dvouhra (3 tituly)
| Č. | datum       | turnaj                   | kategorie | povrch | poražená finalistka | výsledek |
| -- | ----------- | ------------------------ | --------- | ------ | ------------------- | -------- |
| 1. | únor 2024   | Monastir, Tunisko        | W15       | tvrdý  | Selina Dalová       | 6–1, 6–3 |
| 2. | květen 2024 | Kranjska Gora, Slovinsko | W15       | antuka | Oana Gavrilăová     | 6–1, 6–4 |
| 3. | květen 2024 | Bol, Chorvatsko          | W15       | antuka | Sara Svetacová      | 6–1, 6–2 |

## Finále na juniorském Grand Slamu

### Dvouhra juniorek: 1 (0–1)
| Stav       | rok  | turnaj      | povrch | soupeřka ve finále | výsledek      |
| ---------- | ---- | ----------- | ------ | ------------------ | ------------- |
| Finalistka | 2024 | French Open | antuka | Tereza Valentová   | 3–6, 6–7(0–7) |

### Čtyřhra juniorek: 1 (1–0)
| stav    | rok  | turnaj    | povrch | spoluhráčka     | soupeřky ve finále                 | výsledek |
| ------- | ---- | --------- | ------ | --------------- | ---------------------------------- | -------- |
| Vítězka | 2023 | Wimbledon | tráva  | Alena Kovačková | Isabelle Lacyová Hannah Klugmanová | 6–4, 7–5 |